# Pont de la Salut
El pont de la Salut és un pont del terme municipal de Sabadell, al Vallès Occidental. Passa per sobre el riu Ripoll i enllaça Sabadell amb el Santuari de la Mare de Déu de la Salut.

## Arquitectura
Té set arcades de mig punt de 12 m de llum cadascuna, que són sostingudes per pilars gruixuts. L'alçada total és de 17,15 m, 132 de llargada i 5,20 d'amplada.

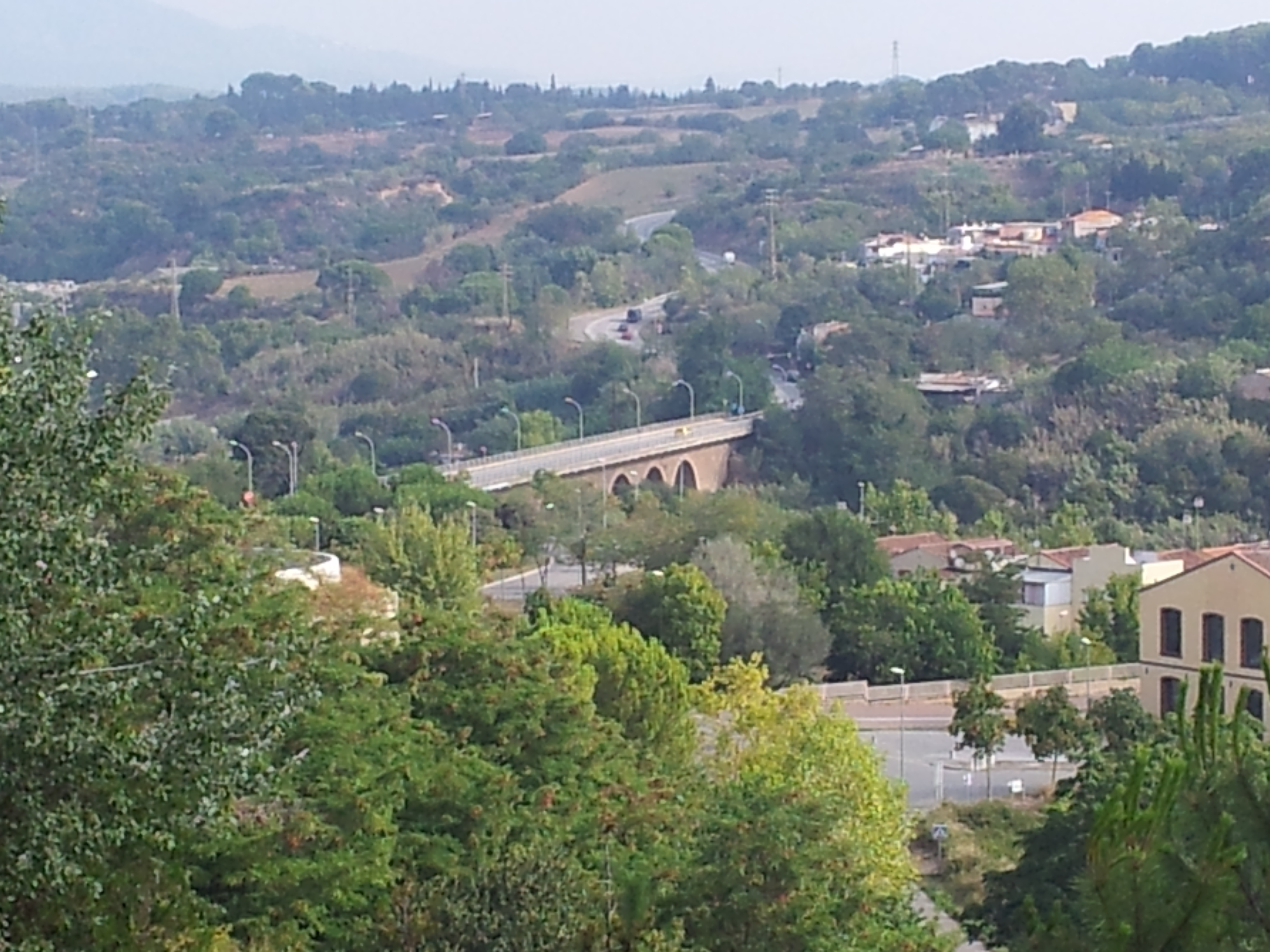
Pont de la Salut

Està format per set arcs de mig punt recolzats en sis grans pilars rectangulars, amb tres repeus. Damunt dels arcs hi ha un fris decoratiu, de banda i banda, amb petits relleus de cubs. El material de construcció emprat a l'obra fou: el maó per als arcs i els pilars, la pedra calcària (arrodonida als costats menors) per a la base, i pedra conglomerada per a la massa del pont.
L'adaptació del pont a les necessitats actuals ha fet que la superfície de trànsit sigui més ampla que la base (a causa de l'ampliació de la carretera).

## Història

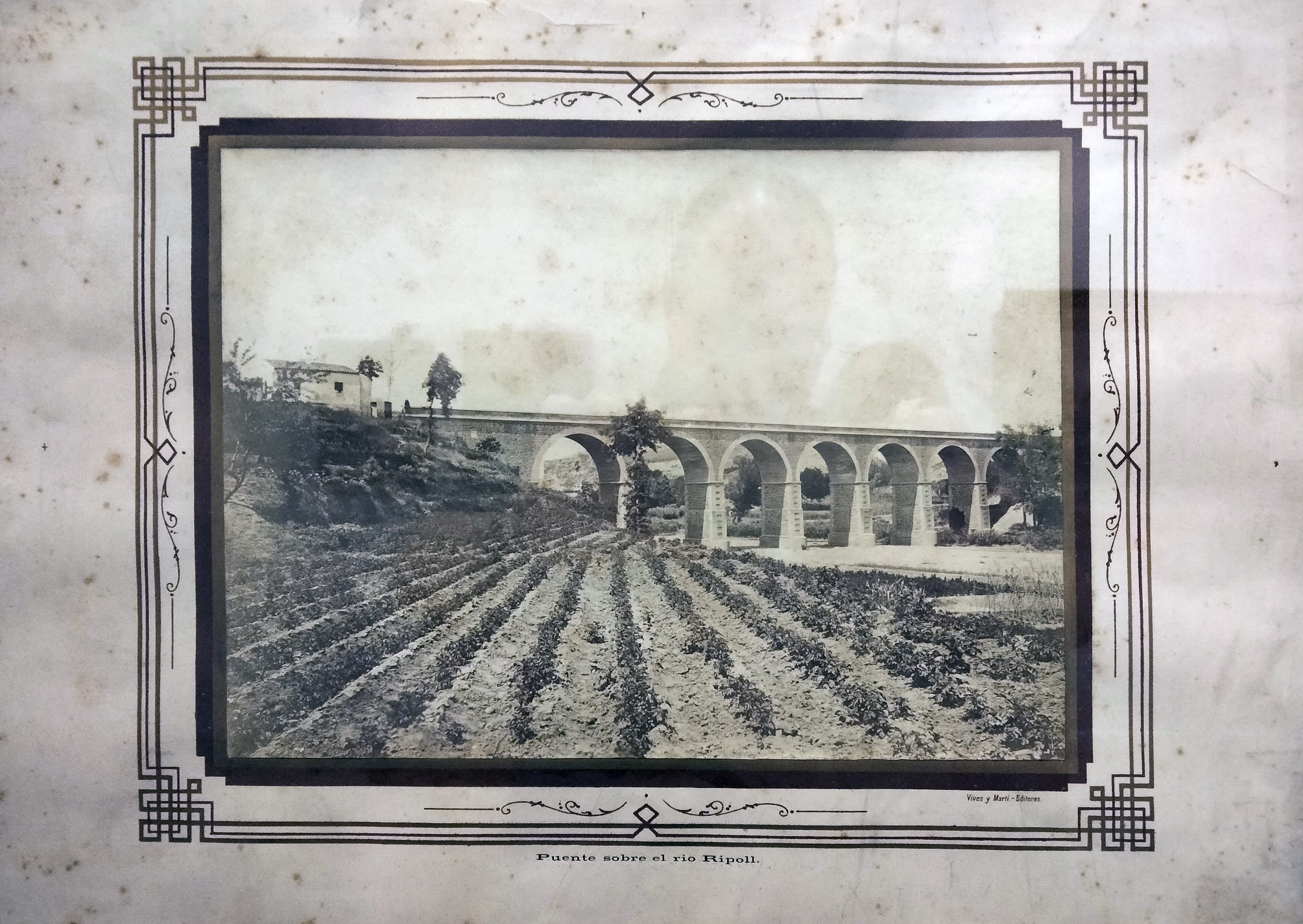
El pont de la Salut al Panorama fotogràfic de Sabadell (1881)

Fou construït entre els anys 1862 i 1863, en època de l'alcalde Josep Romeu i Sans, per tal de continuar la carretera de Sabadell fins a Caldes de Montbui, la C-1413a. Fou projectat per l'enginyer Elzeari Boix i construït per Josep Antoni Obrador Poch. Quan fou inaugurat, s'instal·là una placa de marbre a cada estrep: el de la part sud tenia dos escuts, l'escut de Sabadell i el de la Diputació de Barcelona. La de l'extrem nord duia una inscripció al·lusiva: "Año 1863. Construido durante el reinado de Isabel II a quien la dedica la Diputación Provincial". Foren destruïts durant la revolució de 1868. Juntament amb l'arribada del tren a Sabadell l'any 1855, la construcció del pont va contribuir notablement a millorar la xarxa de comunicacions de l'època.